# Kärkna
Kärkna (Duits: Falkenau) is een plaats in de Estlandse gemeente Tartu vald, provincie Tartumaa. De plaats heeft de status van dorp (Estisch: küla) en telt 224 inwoners (2021).
De plaats ligt aan de rivier Amme. Ten zuidwesten van Kärkna mondt de rivier uit in de Emajõgi.

## Geschiedenis
In de 13e eeuw werd in de omgeving van het huidige Kärkna het Cisterciënzer klooster Falkenau gesticht. Het lag bij de monding van de Amme; de plaats waar het gelegen heeft hoort nu tot het grondgebied van het dorp Lammiku. In 1558, tijdens de Lijflandse Oorlog, werd het klooster vernield.
Het landgoed dat bij het klooster hoorde, kwam later in particuliere handen. De naam Kärkna is waarschijnlijk afgeleid van Carl Berendt von Gerten († 1627), burgemeester van Tartu en tevens eigenaar van het landgoed. De naam Kärkna werd pas officieel in 1977; voor die tijd werd het dorp in officiële documenten Mõisaküla genoemd.

## Station
Kärkna heeft sinds 1877 een station aan de spoorlijn Tapa - Tartu. Het houten stationsgebouw is in 1997 afgebroken. In 2001 werd het station gesloten. In 2011 werd 1 km ten zuiden van het vroegere station een nieuw station gebouwd, dat in 2012 openging. Alleen de stoptreinen stoppen in Kärkna, de sneltreinen niet.

## Foto's

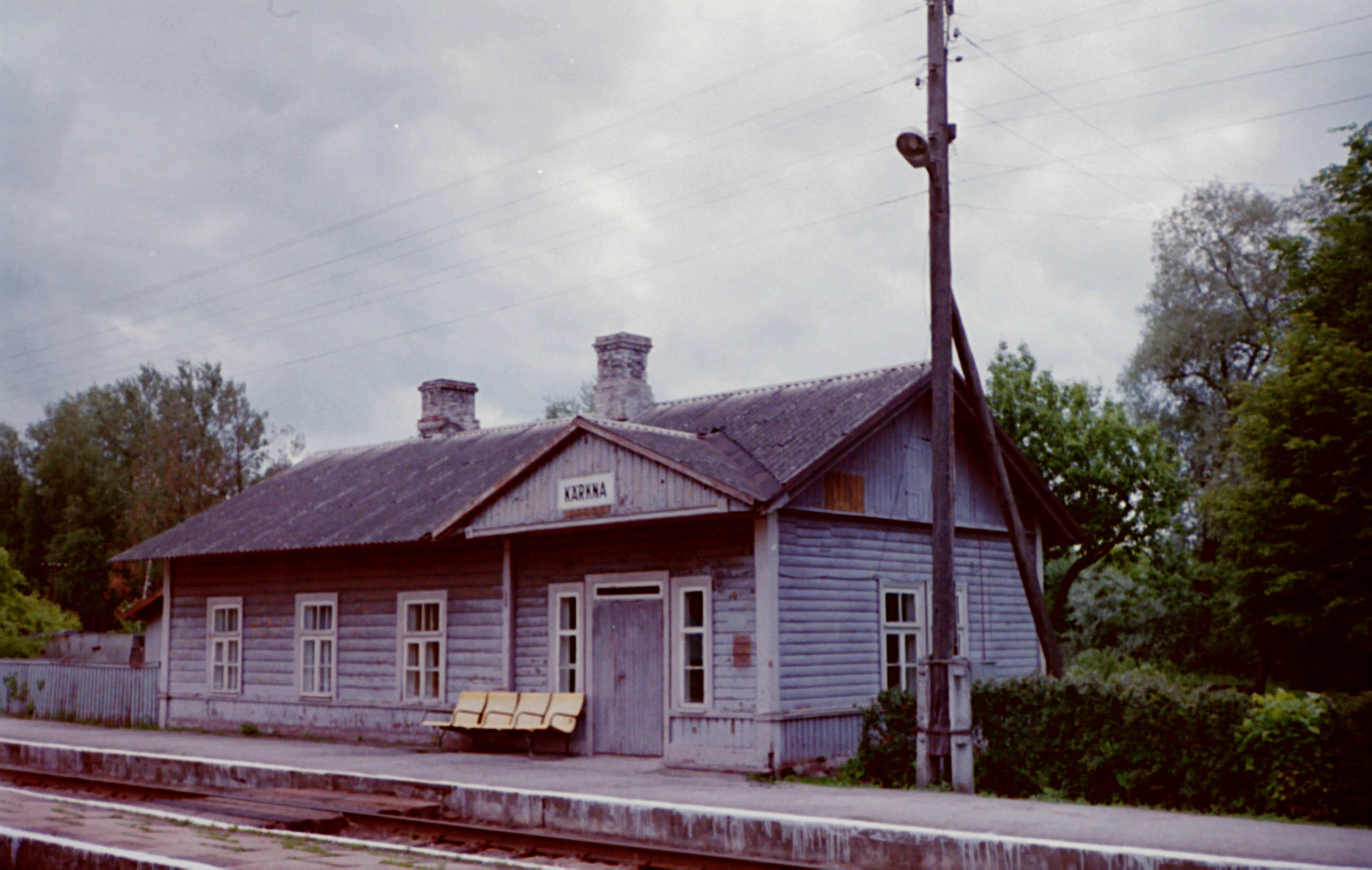
Het vroegere stationsgebouw, afgebroken in 1997
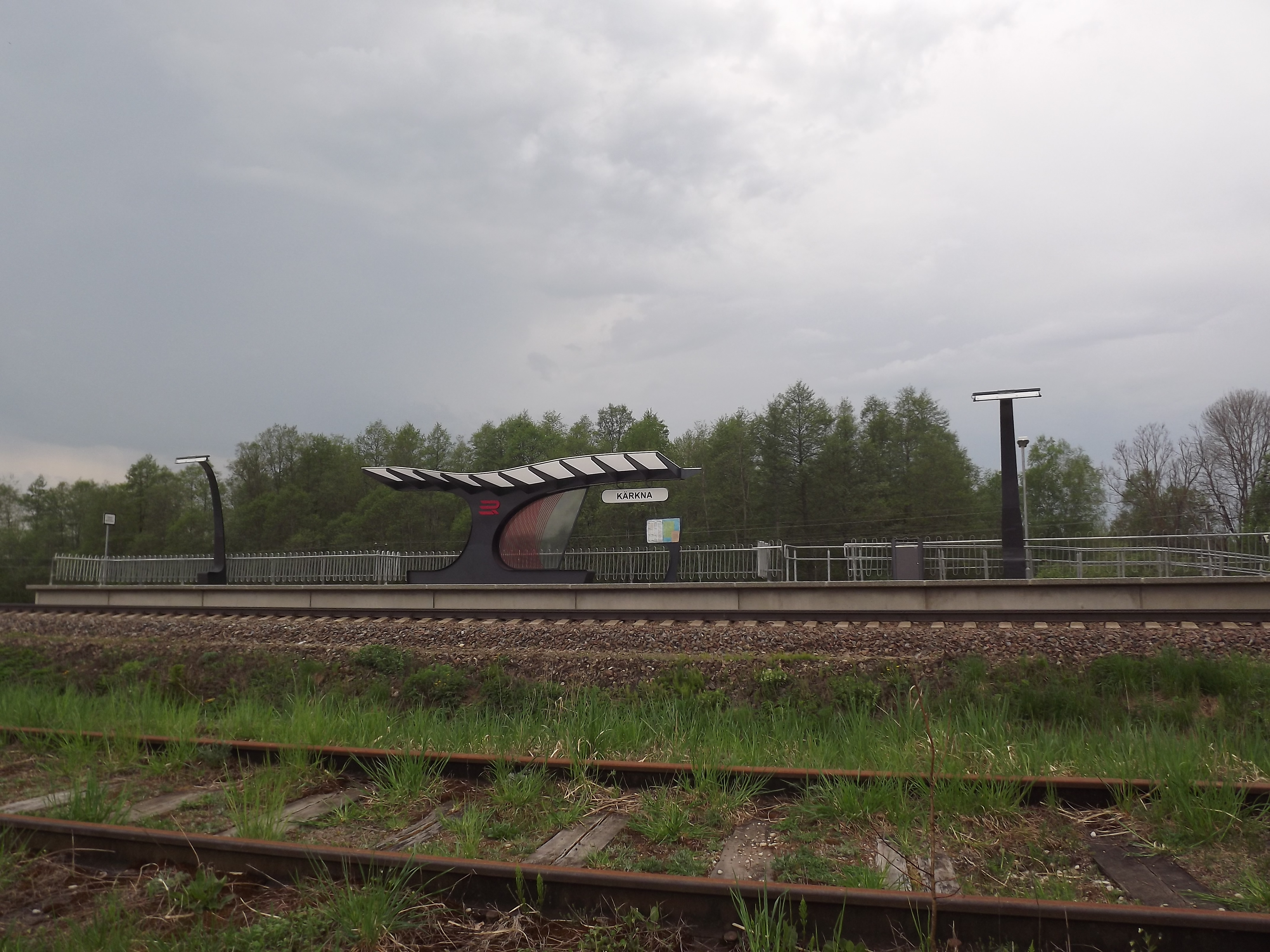
Het nieuwe station